# Barb Jones
Barbara Ellen „Barb“ Jones (* 6. Januar 1977 in Stillwater) ist eine ehemalige US-amerikanische Skilangläuferin.

## Werdegang
Jones startete im Januar 1996 in Lake Placid erstmals im Continental-Cup und belegte dabei den 28. Platz über 5 km klassisch und den 25. Rang über 10 km klassisch. Im folgenden Jahr kam sie bei den Junioren-Skiweltmeisterschaften in Canmore auf den 53. Platz über 5 km klassisch, auf den 43. Rang über 15 km Freistil und auf den 14. Platz mit der Staffel. In der Saison 2000/01 errang sie mit Platz eins über 10 km Freistil in Minneapolis und Platz drei über 5 km klassisch in Marquette ihre einzigen Podestplatzierungen im Continental-Cup und lief beim Saisonhöhepunkt, den Nordischen Skiweltmeisterschaften 2001 in Lahti, auf den 58. Platz in der Doppelverfolgung, auf den 56. Rang über 10 km klassisch, sowie auf den 12. Platz mit der Staffel. Bei ihren einzigen Teilnahme am Skilanglauf-Weltcup errang sie im Januar 2001 in Soldier Hollow den 37. Platz im Sprint. Ihre letzten internationalen Wettbewerbe absolvierte sie im folgenden Jahr Olympischen Winterspielen 2002 in Salt Lake City. Dort belegte sie den 43. Platz im 15-km-Massenstartrennen, den 35. Rang über 30 km klassisch und zusammen mit Wendy Wagner, Nina Kemppel und Aelin Peterson den 13. Platz in der Staffel.

## Siege bei Continental-Cup-Rennen
| Nr. | Datum           | Ort         | Disziplin      | Serie      |
| --- | --------------- | ----------- | -------------- | ---------- |
| 1.  | 28. Januar 2001 | Minneapolis | 10 km Freistil | Nor-Am-Cup |

## Teilnahmen an Weltmeisterschaften und Olympischen Spielen

### Olympische Spiele
- 2002 Salt Lake City: 13. Platz Staffel, 35. Platz 30 km klassisch, 43. Platz 15 km Freistil Massenstart

### Nordische Skiweltmeisterschaften
- 2001 Lahti: 12. Platz Staffel, 56. Platz 10 km klassisch, 58. Platz 10 km Doppelverfolgung